# مسجد سليمان (الطائف)
مسجد سليمان أو مسجد الوقف هو مسجد تاريخي في محافظة الطائف، غرب المملكة العربية السعودية، يعود تاريخ بناؤه إلى 300 عام.

## الموقع
يقع المسجد على وادي نخب، على مسافة 15 كم من طريق حسان بن ثابت الرابط بين مدينة الطائف ومدينة الباحة.

## البناء
يتكون المسجد من محراب وباب يتوسطه عمودان حجريان، بني بطراز معماري محلي، اُستخدم فيه مواد البناء المحلية كالحجارة المقطوعة وسقف من جذوع الشجر غطيت بسعف النخيل. يستوعب المسجد ثلاث صفوف من المصلين، توجد باحة خارج المسجد بالإضافة إلى مصلى نسائي ومقبرة قديمة و 4 دورات مياه وبئر ومئذنة يبلغ ارتفاعها خمسة أمتار.

## الترميم
تم اختيار المسجد من ضمن المساجد المستهدفة بالتطوير والترميم بالمرحلة الأولى من مشروع الأمير محمد بن سلمان لتطوير المساجد التاريخية.